# معركة حلب (2012–2016)
معركة حلب هي مواجهة عسكرية كبرى في حلب، أكبر مدينة في سوريا، حصلت بين المعارضة السورية (بما في ذلك الجيش السوري الحر وجماعات مسلحة سلفية وجهادية أخرى إلى حد كبير مثل الجبهة الشامية وجبهة النصرة)، ضد حكومة الرئيس بشار الأسد، بدعم من حزب الله والميليشيات الشيعية وروسيا، وضد وحدات حماية الشعب الكردية. بدأت المعركة في 19 يوليو 2012، وكانت جزءًا من الحرب الأهلية السورية. انتهت حالة المراوحة التي بقيت قائمة لمدة أربع سنوات في يوليو 2016، عندما أغلقت قوات الحكومة السورية آخر خط إمداد للمعارضة في حلب بدعم من الضربات الجوية الروسية. وردا على ذلك، شنت قوات المعارضة هجمات مضادة غير ناجحة في سبتمبر وأكتوبر وفشلت في كسر الحصار؛ وفي نوفمبر، شرعت القوات الحكومية في حملة حاسمة أسفرت عن استعادة السيطرة على جميع مناطق حلب بحلول ديسمبر 2016. وينظر إلى انتصار الحكومة السورية على نطاق واسع على أنه نقطة تحول في الحرب الأهلية في سوريا.
الدمار الواسع النطاق للمعركة وأهميتها قاد المقاتلين إلى تسميتها «أم المعارك» أو «ستالينغراد سوريا». واتسمت المعركة بانتشار العنف ضد المدنيين، ومزاعم استهداف متكرر للمستشفيات والمدارس (معظمها من قبل القوات الجوية الموالية للحكومة وبدرجة أقل من قبل المعارضة)، والقصف الجوي العشوائي والقصف الجوي على المناطق المدنية. واتسمت أيضا بعجز المجتمع الدولي عن حل النزاع سلميا فقد اقترح المبعوث الخاص للأمم المتحدة إلى سوريا إنهاء المعركة من خلال منح الاستقلال الذاتي لشرق حلب، لكن الحكومة السورية رفضت الفكرة. وشرد مئات الآلاف من السكان بسبب القتال، وتعطلت الجهود الرامية إلى تقديم المساعدات إلى المدنيين أو تسهيل الإجلاء بشكل روتيني بسبب استمرار القتال وانعدام الثقة بين الجانبين المتخاصمين.
ظهرت مزاعم مختلفة بارتكاب جرائم حرب خلال المعركة، بما في ذلك استخدام الأسلحة الكيميائية من جانب قوات الحكومة السورية وقوات المعارضة، واستخدام القوات الجوية السورية البراميل المتفجرة، وإسقاط القوات الروسية والسورية ذخائر عنقودية في المناطق المأهولة بالسكان، وتنفيذ ضربات جوية «مزدوجة» تستهدف عمال الإنقاذ الذين يستجيبون للضربات الجوية السابقة، وعمليات إعدام بإجراءات موجزة للمدنيين والجنود الأسرى من جانب المعارضة، والقصف العشوائي، واستخدام المدفعية اليدوية الصنع غير الدقيقة بدرجة عالية من قبل قوات المعارضة. وخلال الهجوم الذي شنته الحكومة السورية عام 2016، حذرت المفوضة السامية لحقوق الإنسان التابعة للأمم المتحدة من أن «جرائم ذات أبعاد تاريخية» ترتكب في حلب.
وتسبب القتال أيضا في دمار شديد لمدينة حلب القديمة، وهي مصنفة ضمن مواقع التراث العالمي لدى اليونسكو. ويقدر أن هناك 33,500 مبنى لحقت بها أضرار أو دمرت. بعد أربع سنوات من القتال، تمثل المعركة واحدة من أطول الحصارات في الحرب الحديثة وواحدة من أكثر المعارك دموية في الحرب الأهلية السورية، حيث أسفرت عن مقتل ما يقدر بنحو 31 ألف شخص، أي ما يقرب من عشر ضحايا الحرب الإجمالية المقدرة.

## معلومات أساسية
في عام 2011، كانت حلب أكبر مدينة في سوريا، حيث بلغ عدد سكانها 2.5 مليون نسمة وتوصف بأنها العاصمة الإقتصادية لسوريا. وكتبت الكاتبة ديانا دارك أن «المدينة كانت متعددة الثقافات، وخليط معقد من الأكراد والإيرانيين والتركمان والأرمن والشركس التي كانت تطل على قاعدة عربية لا تزال فيها الكنائس والمساجد المتعددة الطوائف تتقاسم الفضاء».
بدأت الاحتجاجات في أنحاء البلاد ضد الرئيس بشار الأسد في 15 مارس 2011، كجزء من الربيع العربي. وفي حلب نفسها، بدأت الاحتجاجات الكبيرة بعد أكثر من عام في مايو 2012. وخلال هذه الفترة، نظمت أيضا تجمعات جماهيرية نظمتها الحكومة دعما لنفسها. وظلت حلب هادئة ومؤيدة إلى حد كبير للنظام بسبب النزاع الذي استمر لمدة 16 شهرا حتى 22 يوليو 2012، عندما تلاقى مقاتلو المعارضة من القرى المجاورة وتوغلوا فيها، وردت الحكومة عليها بقصف كثيف وعشوائي للمدينة. وفي 16 فبراير 2012، أصدرت الجمعية العامة للأمم المتحدة قرارا بأغلبية 137 صوتا مؤيدا مقابل 12 صوتا وامتناع 17 عن التصويت، ودعت سوريا إلى «وضع حد فوري لجميع انتهاكات حقوق الإنسان والهجمات ضد المدنيين».

## المتحاربون

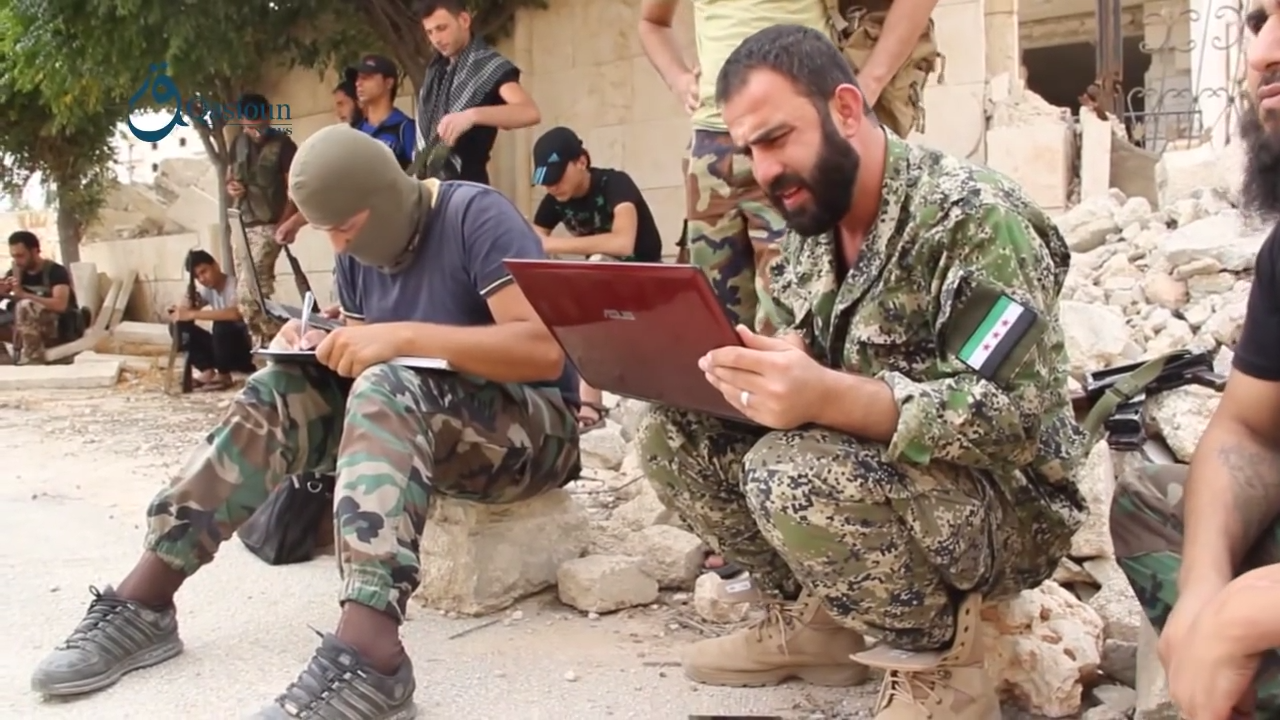
الرائد ياسر عبد الرحيم، قائد فتح حلب والقائد الميداني لفيلق الشام في حلب، يسنقان هجوما على مواقع وحدات الحماية الشعبية في حلب، في 2 أكتوبر 2015.

في بداية معركة حلب، أفيد أن المعارضة كانت لديها ما بين 6,000 و7،000 مقاتل في 18 كتيبة. وأكبر جماعة معارضة هي لواء التوحيد، وكان أبرزها الجيش السوري الحر، ويتألف معظمه من منشقين من الجيش. وجاء معظم المعارضين من ريف حلب ومن مدن من بينها باب ومارع وأعزاز وتل رفعت ومنبج. وأفادت التقارير بأن أحد سكان مدينة حلب اتهم المعارضة باستخدام منازل المدنيين لتوفير المأوى. وفي 19 نوفمبر 2012، رفض مقاتلو المعارضة—ولا سيما لواء التوحيد وجبهة النصرة—الائتلاف الوطني السوري الذي شكل حديثا في البداية. ومع ذلك، في اليوم التالي المعارضة سحبت رفضهم.
بحلول ديسمبر، كان مقاتلو المعارضة ينهبون الإمدادات بشكل عام؛ وحولوا ولائهم إلى الجماعات التي لديها المزيد من أجل المشاركة فيه. وأدى هذا النهج الجديد إلى مقتل أحد قادة المعارضة على الأقل في أعقاب نزاع؛ فالمقاتلون المنسحبون مع نهبهم تسببوا في فقدان موقع الخط الأمامي وفشل هجوم على حي كردي. عملية النهب كلفت المقاتلين المعارضين تأييدا شعبيا بكثير.
انضم المتطرفون الاسلاميون والمقاتلون الأجانب، والكثير منهم من ذوى الخبرة وجاءوا من النزاع الحالي في العراق المجاورة، إلى المعركة. الأنباء أفادت أن الجهاديين أتوا من جميع أنحاء العالم الإسلامي. وأبلغ جاك بيريه، وهو جراح فرنسي عالج مقاتلين جرحى، عن عدد كبير من المقاتلين الأجانب، معظمهم لديهم أهداف إسلامية ولم يكونوا مهتمين بشكل مباشر ببشار الأسد. وكان من بينهم ليبيون، وشيشانيون، وفرنسيون. وقارن جاك الوضع في حلب مع الوضع في إدلب وحمص حيث لم تكن القوات الأجنبية شائعة. وتعاونت بعض كتائب الجيش السوري الحر مع مقاتلي المجاهدين. انضم أربعمائة من التركمان إلى المعركة بقيادة السلطان عبد الحميد خان. واعتبارا من عام 2016، ضمت فصائل المعارضة الجماعات الإرهابية المعترف بها دوليا مثل جبهة النصرة. إلا أنها لم تبلغ سوى نحو 1,000 مقاتل بحلول أكتوبر 2016.

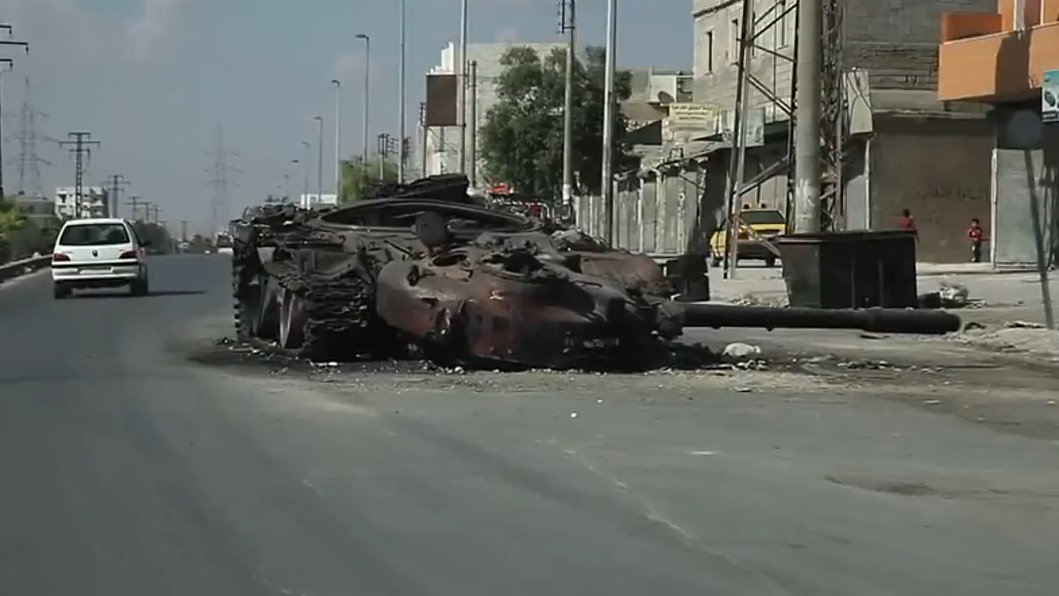
دبابة حكومية مدمرة على طريق في حلب

حزب الله، الذي انضم في عام 2013 إلى الحرب الأهلية السورية لدعم الرئيس الأسد، اعتبرته منظمات مختلفة أيضا جماعة إرهابية. واحتفظت الحكومة ببعض الدعم في حلب؛ وفي عام 2012 قال قائد للمعارضة: «إن نحو 70% من مدينة حلب مع النظام». خلال المعركة، فقد الأسد الدعم من الطبقة الثرية في حلب. وفي عام 2012، ذكرت شبكة سي بي إس نيوز أن 48 من رجال النخبة من رجال الأعمال الذين كانوا الممولين الرئيسيين للحكومة قد غيروا الجانب. وللمرة الأولى، شارك الجيش العربي السوري في حرب المدن. وقد قسموا قواتهم إلى مجموعات تضم كل منها 40 جنديا. وكان معظمهم مسلحون ببنادق آلية وصواريخ مضادة للدبابات واستخدمت المدفعية والدبابات والطائرات العمودية لأغراض الدعم فقط. وفي أغسطس 2012، نشر الجيش وحداته النخبوية، وفي نهاية المطاف، بعد أن أعدمت المعارضة زينو بري، زعيم عشائري لقبيلة بري، انضمت القبيلة إلى المعركة ضد المعارضة. في البداية، حاول المجتمع المسيحي تجنب أن يأخذ طرفا في النزاع. كما دعم العديد من المسيحيين الأرمن الجيش السوري. بعض من الأرمن في حلب قالوا إن تركيا دعمت الجيش السوري الحر للهجوم على الأرمن والمسيحيين العرب. وفي عام 2012، كان لدى إحدى الميليشيات الأرمنية نحو 150 مقاتلا.
في بداية المعركة، شكل الأكراد في حلب جماعات مسلحة، وأبرزها لواء صلاح الدين الكردي، الذي عمل مع المعارضة. وكان حزب الاتحاد الديمقراطي الكردستاني له علاقات سيئة مع كل من الجانبين. وظلت وحدات حماية الشعب التابعة لحزب الاتحاد الديمقراطي خارج المناطق العربية وأصرت على بقاء الجيش السوري الحر خارج المنطقة الكردية. ولم تقاتل في بادئ الأمر الجيش السوري إلا إذا هوجمت. المناطق الكردية في حلب وقعت أساسا تحت سيطرة حزب الاتحاد الديمقراطي. في مراحل مختلفة من الصراع، انضم الأكراد إلى المعارضة ضد القوات الموالية للحكومة. ومع ذلك، فإن حي الشيخ مقصود الخاضع لسيطرة و.ح.ش، تعرض لحصار من القوات الحكومية السورية والمعارضة على حد سواء. في سبتمبر 2015، اتهمت المعارضة و.ح.ش بالتوصل إلى اتفاق مع الحكومة، في حين اتهم و.ح.ش المعارضة بقصف الحي. وبين نوفمبر وديسمبر 2015، تصاعد النزاع بين المعارضة وقوات سوريا الديمقراطية التي تدعمها الولايات المتحدة في بقية محافظة حلب. وفشلت محاولات الهدنة إلى حد كبير في وقف القتال. وتصاعد الموقف في فبراير 2016 عندما قامت قسد بمتابعة التقدم الذي قامت به القوات المسلحة السورية مدعومة بضربات جوية روسية وهم أنفسهم أخذوا أراض إلى الشمال من مدينة حلب من المعارضة.
وابتداء من أواخر سبتمبر 2015، نفذت الطائرات الحربية الروسية أولى هجماتها في سوريا. وشملت حملة القصف الروسية غارات على قوات المعارضة في حلب.

## مسار المعركة

### 2012: هجوم أولي للمعارضة والاستيلاء على شرق حلب
اندلع إطلاق نار بين المعارضة وقوات الأمن داخل وحول صلاح الدين، وهي منطقة تقع في جنوب غرب المدينة، ليلة 19 يوليو 2012.
في أواخر يوليو وأوائل أغسطس 2012، واصل الجيش السوري الحر هجومه في حلب، وعانى كلا الجانبين من مستوى عال من الخسائر البشرية. وقال قادة المتمردين إن هدفهم الرئيسي هو السيطرة على وسط المدينة. وفي 30 يوليو، استولى المتمردون على نقطة تفتيش إستراتيجية في بلدة عندان بشمال حلب، لكسب طريق مباشر بين المدينة والحدود التركية—وهي قاعدة هامة لإمدادات المتمردين. وسيطروا أيضا على الباب، وهي قاعدة عسكرية شمال شرقي المدينة. وفي وقت لاحق، هاجم المتمردون القاعدة الجوية في منغ، على بعد 30 كم (19 ميل) شمال غرب حلب، بأسلحة ودبابات استولي عليها في نقطة تفتيش عندان. واستمرت قوات المعارضة في كسب أراض في المدينة حيث سيطرت على معظم شرق وجنوب غرب حلب، بما في ذلك صلاح الدين وأجزاء من الحمدانية. واستمروا في استهداف مراكز أمنية ومراكز للشرطة في وقت اندلعت فيه اشتباكات بالقرب من مقر مخابرات القوات الجوية في منطقة الزهراء بشمال غرب حلب. استولى المتمردون على عدة مراكز للشرطة ومواقع في مناطق باب النيرب والميسر والصالحين الوسطى والجنوبية، واستولوا على كمية كبيرة من الأسلحة والذخائر.

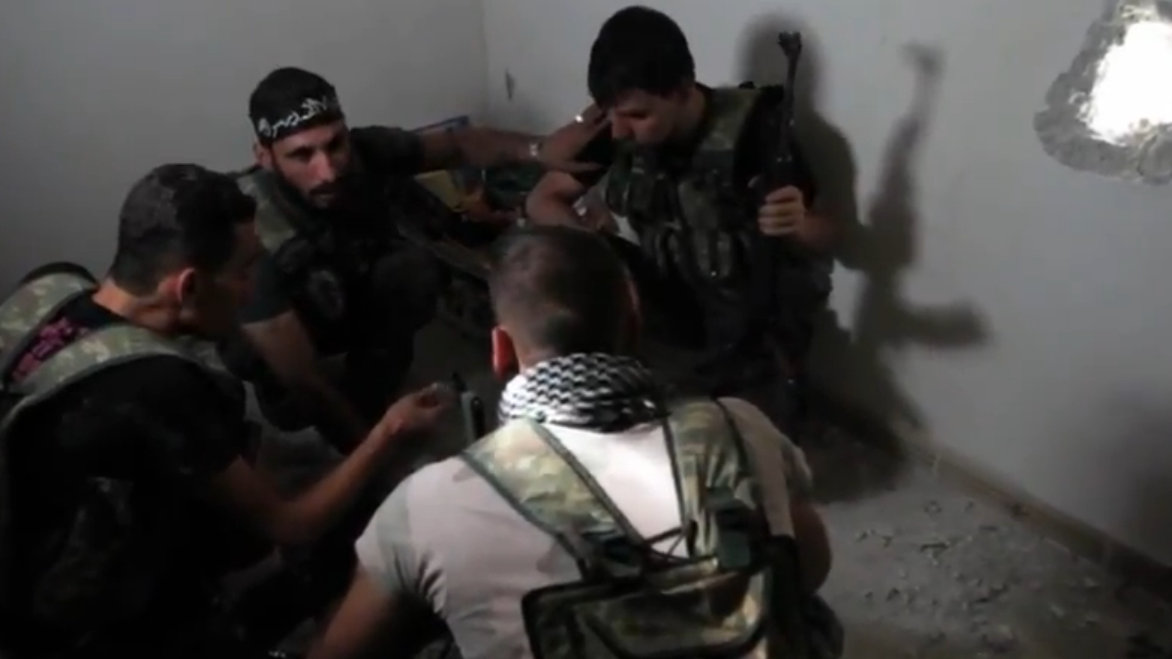
مقاتلو الجيش السوري الحر يعقدون جلسة تخطيط
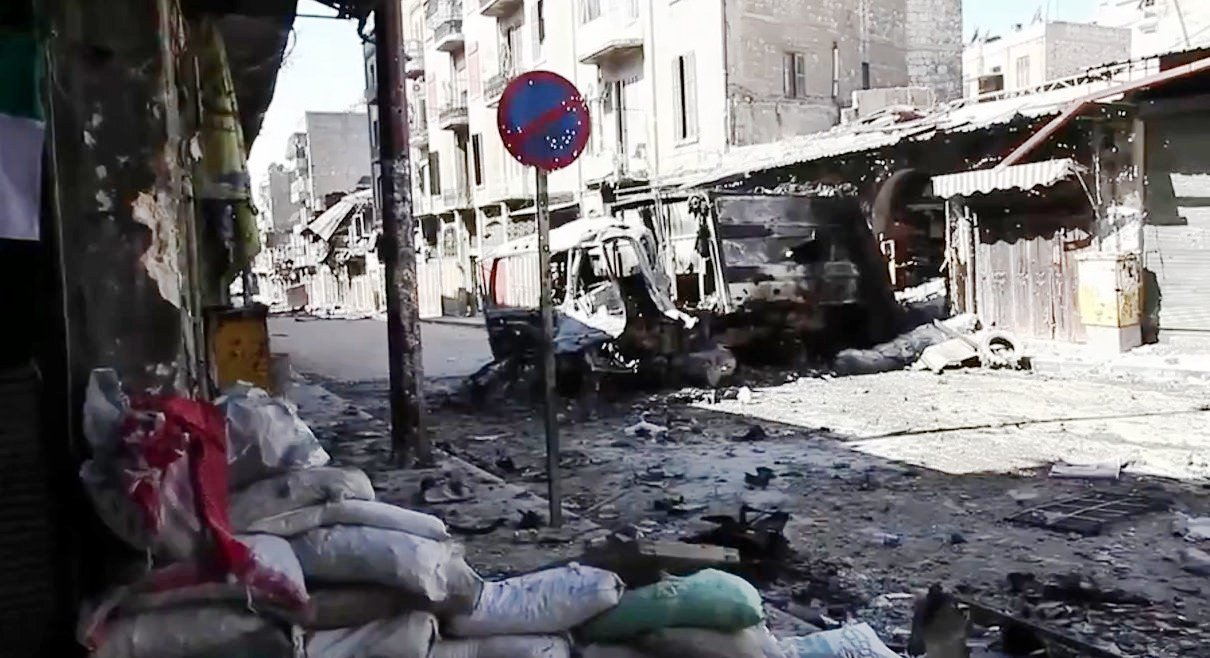
مركبات قصفت في حلب

### 2013: التقدم والتقدم المضاد

انتحاري من تنظيم الدولة الإسلامية في العراق والشام يفجر سيارة مفخخة أثناء حصار قاعدة منغ الجوية.

في ديسمبر 2012، أعلنت جبهة النصرة من جانب واحد منطقة حظر الطيران وهددت بإسقاط الطائرات التجارية، زاعمة أن الحكومة كانت تستخدمهم لنقل القوات الموالية والإمدادات العسكرية. وبعد عدة هجمات على مطار حلب الدولي، علقت جميع الرحلات الجوية في 1 يناير 2013. وفي الشهر التالي، سيطرت المعارضة على مسجد الأموي، وخلال المعركة، اشتعلت النيران في متحف المسجد وانهار سقفه.
في 9 يونيو، أعلن الجيش السوري بدء «عملية عاصفة الشمال»، وهي محاولة لاستعادة الأراضي داخل المدينة وحولها. وفي الفترة من 7 إلى 14 يونيو، شنت قوات الجيش وأفراد الميليشيات الحكومية ومقاتلي حزب الله العملية. وخلال فترة أسبوع، تقدمت القوات الحكومية في المدينة والريف، وأجبرت المعارضة على التراجع. وعلى الرغم من ذلك، ووفقا لما ذكره أحد نشطاء المعارضة، ففي 14 يونيو، بدأت الحالة في عكس مسارها بعد أن أوقفت المعارضة رتلا لتعزيزات مدرعة من حلب، كان متجها إلى قريتين شيعيتين شمال غرب المدينة.
في 8 نوفمبر، بدأ الجيش السوري هجوما على القاعدة 80 التي تسيطر عليها المعارضة، وأطلق «أثقل وابل في أكثر من عام». وكتبت قناة الجزيرة أن انتصارا حكوميا سيقطع طريق المعارضة بين المدينة والباب. وبعد ذلك بيومين، ذكرت رويترز أن المعارضة كانت قد أعادت تجميع صفوفهم لقتال الجيش السوري. وقد قتل 15 مقاتلًا من المعارضة واستعاد الجيش القاعدة. وفي الشهر التالي، حاصر الجيش المدينة جزئيا في عملية نجم سهيل. وخلال الهجوم شنت طائرات هليكوبتر تابعة للجيش هجوما بالبراميل المتفجرة، مما أسفر عن مقتل أكثر من ألف شخص، وفقا لما ذكره أبو فراس الحلبي التابع للجيش السوري الحر.

### 2014: تطويق الحكومة السورية للمعارضة
واصلت القوات الحكومية - بعد أن رفعت الحصار عن حلب في أكتوبر 2013 - هجومها في عام 2014. وتوج ذلك بالاستيلاء على حي الشيخ نجار الصناعي في منطقة شمال حلب، ورفع الحصار عن سجن حلب المركزي في 22 مايو 2014، الذي احتوى على حامية من جنود الحكومة قاومت قوات المعارضة منذ عام 2012. وقدم مبعوث الأمم المتحدة اقتراحا بوقف إطلاق النار في نوفمبر؛ وبموجب المقترح يتم إيصال المساعدات الإنسانية إلى حلب في أعقاب وقف الأعمال العدائية. وقال الرئيس السوري بشار الأسد إن خطة وقف إطلاق النار «تستحق الدراسة» وإنه وفقا لمبعوث الأمم المتحدة فإن الحكومة السورية «تدرس بجدية» هذا الاقتراح. ورفض الجيش السوري الحر الخطة؛ وقال قائدها العسكري زاهر الساكت إنهم «تعلموا عدم الثقة في نظام [بشار] الأسد لأنهم مخادعون ويريدون فقط كسب الوقت».

### 2015: حرب استنزاف

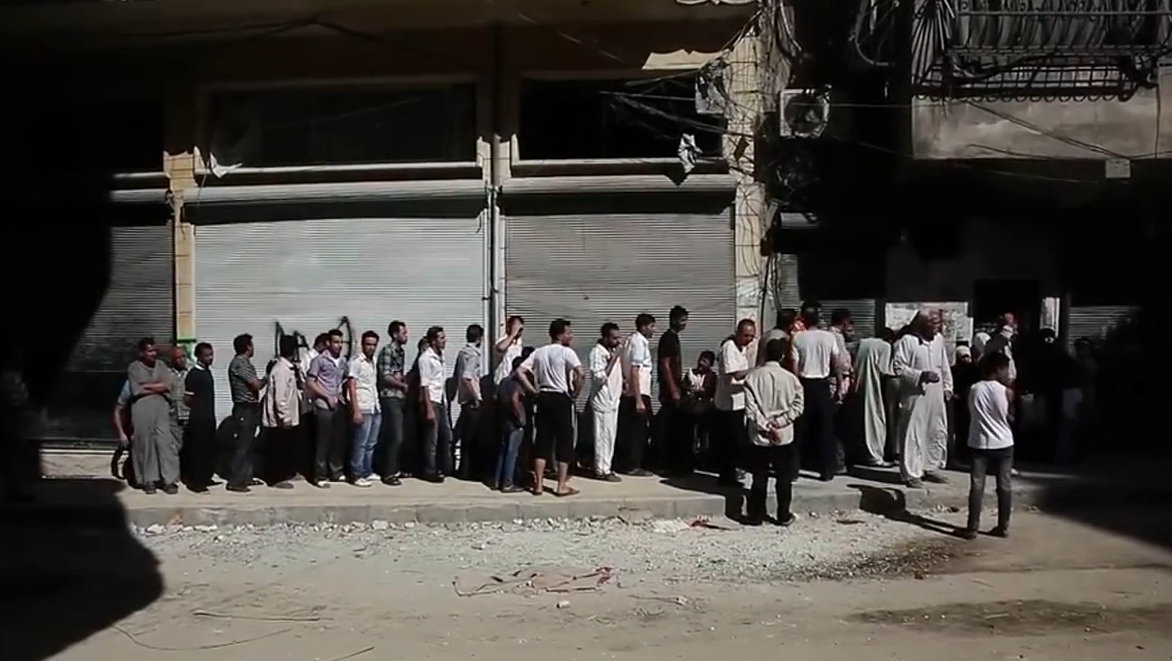
حلبيون ينتظرون في طابور خبز خلال الحرب الأهلية السورية

في أوائل يناير، استعادت المعارضة منطقة مجبل «المناشر» البريج واستولت على المدخل الجنوبي لمقالع الأحجار المعروفة باسم المياسات، مما اضطر القوات الحكومية إلى التقهقر إلى الشمال. واستولىت المعارضة أيضا على منطقة مناشر البريج. وقد حاولت التقدم والسيطرة على تلة البريج، التي يمكنهم من خلالها الاستيلاء على طريق الإمداد العسكري بين سجن حلب المركزي ومنطقتي حندرات والملاح. وفي نهاية يناير، سيطرت المعارضة على بعض المواقع في تل البريج.
في منتصف فبراير، شن الجيش العربي السوري وحلفاؤه هجوما كبيرا في ريف حلب الشمالي بهدف قطع آخر طرق الإمداد للمعارضة إلى داخل المدينة، والتخفيف من حصار المعارضة لبلدتي الزهراء ونبل ذات الغالبية الشيعية في شمال غرب حلب. وسرعان ما سيطروا على عدد من القرى، ولكن الأحوال الجوية السيئة وعدم القدرة على استدعاء التعزيزات أوقف هجوم الحكومة. وبعد ذلك ببضعة أيام، شنت المعارضة هجوما مضادا، وأخذوا من جديد اثنين من أربعة مواقع فقدوها إلى قوات الحكومة السورية.
في 9 مارس، شنت قوات المعارضة هجوما على حندرات، شمال حلب، بعد ما أبلغ عن حدوث ارتباك في صفوف قوات الحكومة السورية بعد القتال الذي دار في فبراير. وقالت مصادر المعارضة إن المعارضة كانت تسيطر على 40–50% من القرية أو ربما 75% في الوقت الذي ظل فيه الجيش يسيطر على الجزء الشمالي من حندرات. وعلى النقيض من ذلك، ذكر مصدر بالجيش السوري أنهم لا يزالون يسيطرون على 80 في المائة من حندرات. وفي 18 مارس، بعد ما يقرب من 10 أيام من القتال، طرد الجيش السوري المعارضة بالكامل من حندرات، وأعاد السيطرة على القرية.
في 13 أبريل، جددت قوات المعارضة الإسلامية وجبهة النصرة هجومهما على مبنى مخابرات القوات الجوية، بتفجير نفق حفر بأسفله أعقبه هجوم. وتفيد التقارير بأن جزءا كبيرا من مبنى المخابرات التابع للقوات الجوية قد تعرض لأضرار نتيجة لانفجار النفق. وفي الفترة ما بين 27 و29 أبريل، قام الجيش السوري الحر وأحرار الشام بشن عملية في مدينة حلب القديمة وساحة الحطب في حي الجديدة، شملت تفجير أنفاق وقصف المباني التي كان يتمركز فيها الجنود. وقد ادعت المعارضة انهم قتلوا 76 جنديا في هذه العمليات.

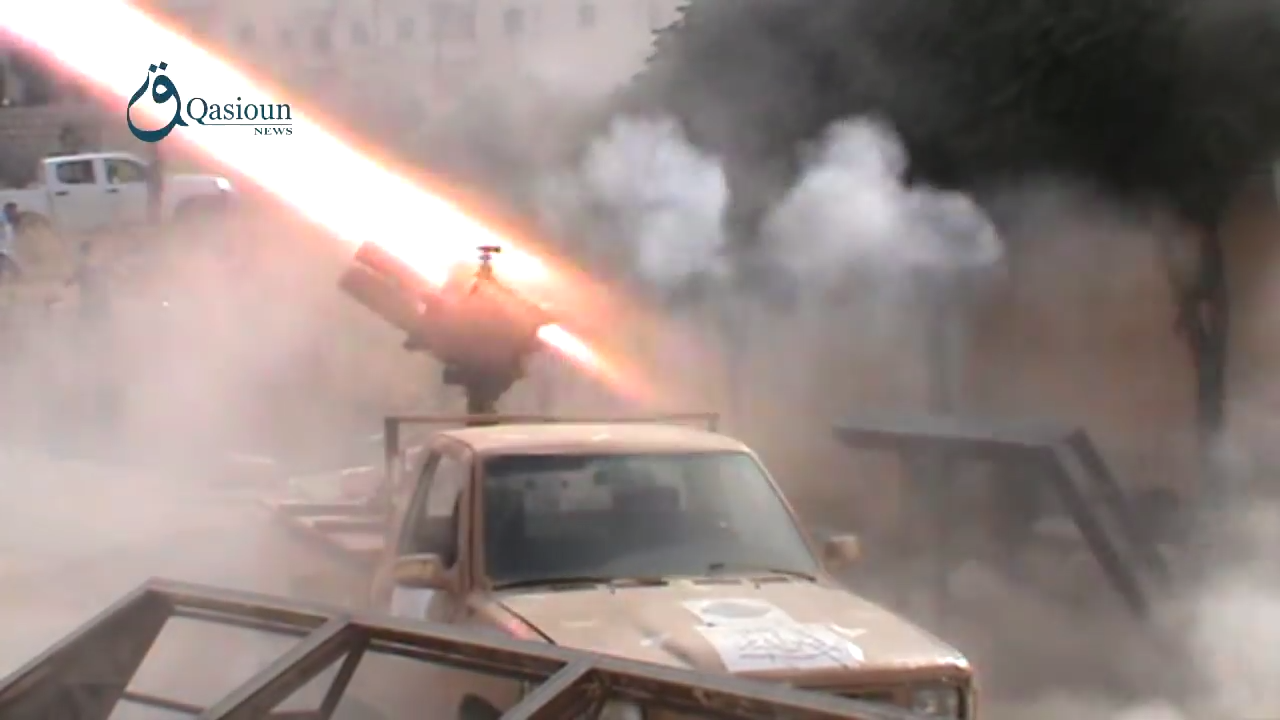
قاذفة صواريخ متعددة تابعة لفيلق الشام على متن مركبة تقنية تطلق صواريخ على مواقع وحدات حماية الشعب في حلب، 2 أكتوبر 2015

استعدادا لشن هجوم جديد، قصفت المعارضة بكثافة أجزاء تسيطر عليها الحكومة من حلب، مما أسفر عن مقتل 43 مدنيا وإصابة 190 آخرين في 15 يونيو. وفي 17 يونيو، استولت قوات المعارضة على حي الراشدين الغربي من قوات الحكومة السورية. وطوال 19 و20 يونيو، أسفرت جولة جديدة من قصف المعارضة عن مقتل 19 مدنيا آخرين.
في أوائل يوليو، شن اثنان من ائتلافات المعارضة هجوما على النصف الغربي للمدينة الذي تسيطر عليه الحكومة. وخلال خمسة أيام من القتال، استولت المعارضة على مركز البحوث العلمية على المشارف الغربية لحلب، والذي كان يستخدم كثكنات عسكرية. وتم صد هجومين للمعارضة على منطقة جمعية الزهراء. القوات الحكومية شنت هجوما مضادا غير ناجح على جبهة مركز البحوث العلمية.
في منتصف أكتوبر، استولى داعش على أربعة قرى تسيطر عليها المعارضة في شمال شرق حلب، في حين استولى الجيش على منطقة للتجارة الحرة بين سوريا وتركيا، وسجن الأحداث، ومصنع أسمنت. وفي الوقت نفسه، شن الجيش السوري وحزب الله هجوما جنوب حلب، واستولوا على 408 كيلومتر مربع (158 ميل مربع) من الأراضي في شهر واحد. وبحلول أواخر ديسمبر، كانوا يسيطرون على 3/4 من ريف حلب الجنوبي.
بحلول نهاية عام 2015، لم يبقى سوى 80 طبيبا في الجزء الشرقي، الجزء الذي تسيطر عليه المعارضة في حلب، أي واحد فقط لـ7،000 من السكان، في حين لم يتبقى سوى مخبز واحد ليخدم 120 ألف شخص.

### 2016: قطع خطوط الإمداد، والإستسلام، والإجلاء

منطقة مدمرة في حلب

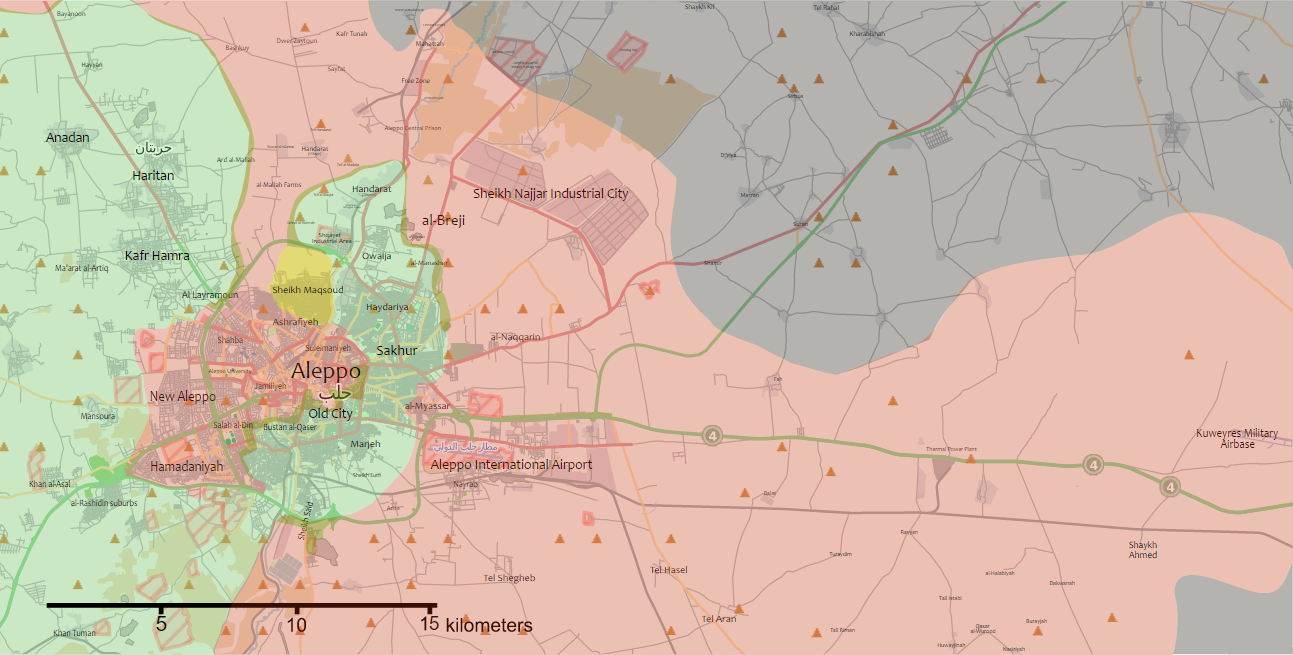
الوضع في حلب في 20 أغسطس 2016، عندما حاصر كل من المعارضة وقوات الحكومة السورية بعضهم البعض.

بحلول عام 2016، كانت التقديرات تشير إلى أن عدد سكان شرق حلب الذي تسيطر عليه المعارضة انخفض إلى 300 ألف نسمة، في حين كان 1.5 مليون نسمة يعيشون في مناطق غرب حلب التي تسيطر عليها الحكومة.
في أوائل فبراير 2016، كسرت قوات الحكومة السورية وحلفاؤها حصارا استمر لثلاث سنوات للمعارضة في بلدتي نبل والزهراء، مما أدى إلى قطع طريق رئيسي للمعارضة إلى تركيا المجاورة. وفي 4 فبراير، استعادت القوات الحكومية السيطرة على بلدتي ماير وكفرنايا. في 5 فبراير، استولت الحكومة على قرية رتيان، إلى الشمال الغربي من حلب.
في 25 يونيو، بدأ الجيش السوري والقوات المتحالفة معه هجوم حلب الشمالي الغربي الذي طال انتظاره. وكان الهدف النهائي للهجوم قطع طريق كاستيلو السريع، الذي سيقطع آخر طريق إمداد للمعارضة داخل المدينة، وبالتالي يطوق كامل قوات المعارضة المتبقية.
بحلول أواخر يوليو، تمكنت قوات الحكومة السورية من قطع آخر خط إمداد للمعارضة من الشمال، وقد طوقت حلب بالكامل. ولكن في غضون أيام، شنت المعارضة هجوما مضادا واسع النطاق في جنوب حلب، في محاولة لفتح خط إمداد جديد في الأجزاء التي تسيطر عليها المعارضة في المدينة، وعزل الجانب الذي تسيطر عليه الحكومة. وقد اعتبر الجانبان الحملة بأكملها، بما في ذلك هجوم الجيش وما تلاه من هجوم مضاد المعارضة، بأنها قد تقرر مصير الحرب بأكملها.
بعد أسبوع من القتال العنيف، دخلت المعارضة داخل وخارج حلب إلى حي الراموسة، وتم وصله والسيطرة عليه، بينما استولت أيضا على الأكاديمية العسكرية. وفي ظل هذه التقدم نجحت المعارضة في قطع خط إمدادات الحكومة إلى الجزء الذي تسيطر عليه الحكومة من غرب حلب وأعلنوا أن حصار الجيش لشرق حلب الذي يسيطر عليه مقاتلو المعارضة قد كسر. ومع ذلك، كان خط الإمداد الجديد للمعارضة لا يزال تحت نيران مدفعية الجيش ويتعرض لضربات جوية، مما يجعل كلا الجانبين تحت الحصار أساسا. ومنذ بدء هجوم المعارضة، قتل ما لا يقل عن 130 مدنيا، معظمهم بسبب قصف المعارضة للمناطق التي تسيطر عليها الحكومة. وقد قتل 500 مقاتل على كلا الجانبين، معظمهم من المعارضة. غير أنه في 4 سبتمبر، استعادت القوات المسلحة السورية الكلية التقنية، وكلية التسلح، وكلية المدفعية، وبذلك فرضت الحصار على حلب مرة أخرى. وفي وقت لاحق من ذلك الأسبوع، استعادت السيطرة على منطقة الراموسة، وعكست تقريبا جميع المكاسب التي حققها المعارضة منذ 30 يوليو. ثم شنت قوات الحكومة السورية هجوما للاستيلاء على شرق حلب في 22 سبتمبر، حيث سيطرت على 15–20 في المائة من الجزء الذي تسيطر عليه المعارضة في حلب.
بدأت المعارضة الهجوم على غرب حلب في أواخر أكتوبر، والذي فشل، مع قيام القوات الحكومية بإعادة الاستيلاء على مناطق في الجنوب الغربي فقدتها لهجوم المعارضة في أواخر يوليو. وبعد ذلك شن الجيش السوري هجوما، يهدف إلى إنهاء سيطرة المعارضة على حلب مرة واحدة، وإلى الأبد، قاموا خلاله بالاستيلاء على منطقة هنانو، منطقة الصاخور، منطقة جبل بدرو، منطقة بستان الباشا، منطقة الهلك، منطقة الشيخ خضر، منطقة الشيخ فارس، منطقة الحيدرية، منطقة عين التل الصناعية، وحسب ما أفادت التقارير، مساكن البحوث جنوب جبل بدرو. كما استولى على منطقة الأرض الحمرا مقطتعا أراض تسيطر عليها المعارضة في حلب بنسبة 40-45%.
بحلول 13 ديسمبر 2016، بقي 5 في المائة فقط من الأراضي الأصلية للمدينة في أيدي المعارضة. أعلن وقف إطلاق النار وتوقف القتال من أجل السماح بإجلاء المدنيين والمعارضين. وقد تم إعداد الحافلات للإخلاء. لكن الاتفاق إنهار في اليوم التالي عندما استأنفت الحكومة السورية قصفها الكثيف لشرق حلب، وألقى كلا الجانبين باللوم على الطرف الآخر في القتال المستأنف.
أعيد إحياء الاتفاق في 15 ديسمبر بمغادرة أول قافلة للأشخاص الذين تم إجلاؤهم. ولكن تم تعليق عملية الإخلاء في اليوم التالي. وتم التوصل إلى اتفاق آخر في 18 ديسمبر، واستؤنف الإجلاء في وقت لاحق من اليوم. وتوقفت عملية الإجلاء مرة أخرى في 20 ديسمبر، ولكنها استؤنفت في اليوم التالي. وفي 22 ديسمبر، تم الانتهاء من عملية الإجلاء في حين أعلن الجيش السوري سيطرته الكاملة على المدينة. وأكد الصليب الأحمر في وقت لاحق أن إجلاء جميع المدنيين والمعارضين قد اكتمل.
في الأيام الأخيرة من معركة المدينة، ذكرت صحيفة تايمز أوف إسرائيل أن «شهادات من المدينة منذ يوم الاثنين أوردت تفاصيل الفظائع الوحشية التي ترتكبها القوات السورية المؤيدة للحكومة».